# Atotonilco el Alto
Atotonilco el Alto är en ort i Mexiko.   Den ligger i kommunen Atotonilco el Alto och delstaten Jalisco, i den centrala delen av landet, 400 km väster om huvudstaden Mexico City. Atotonilco el Alto ligger 1 607 meter över havet och antalet invånare är 27 010.
Terrängen runt Atotonilco el Alto är kuperad åt sydost, men åt nordväst är den platt. Runt Atotonilco el Alto är det ganska tätbefolkat, med 86 invånare per kvadratkilometer. Atotonilco el Alto är det största samhället i trakten. I omgivningarna runt Atotonilco el Alto växer huvudsakligen savannskog.